# Сологуб Леонід Ілліч
```
‎
```

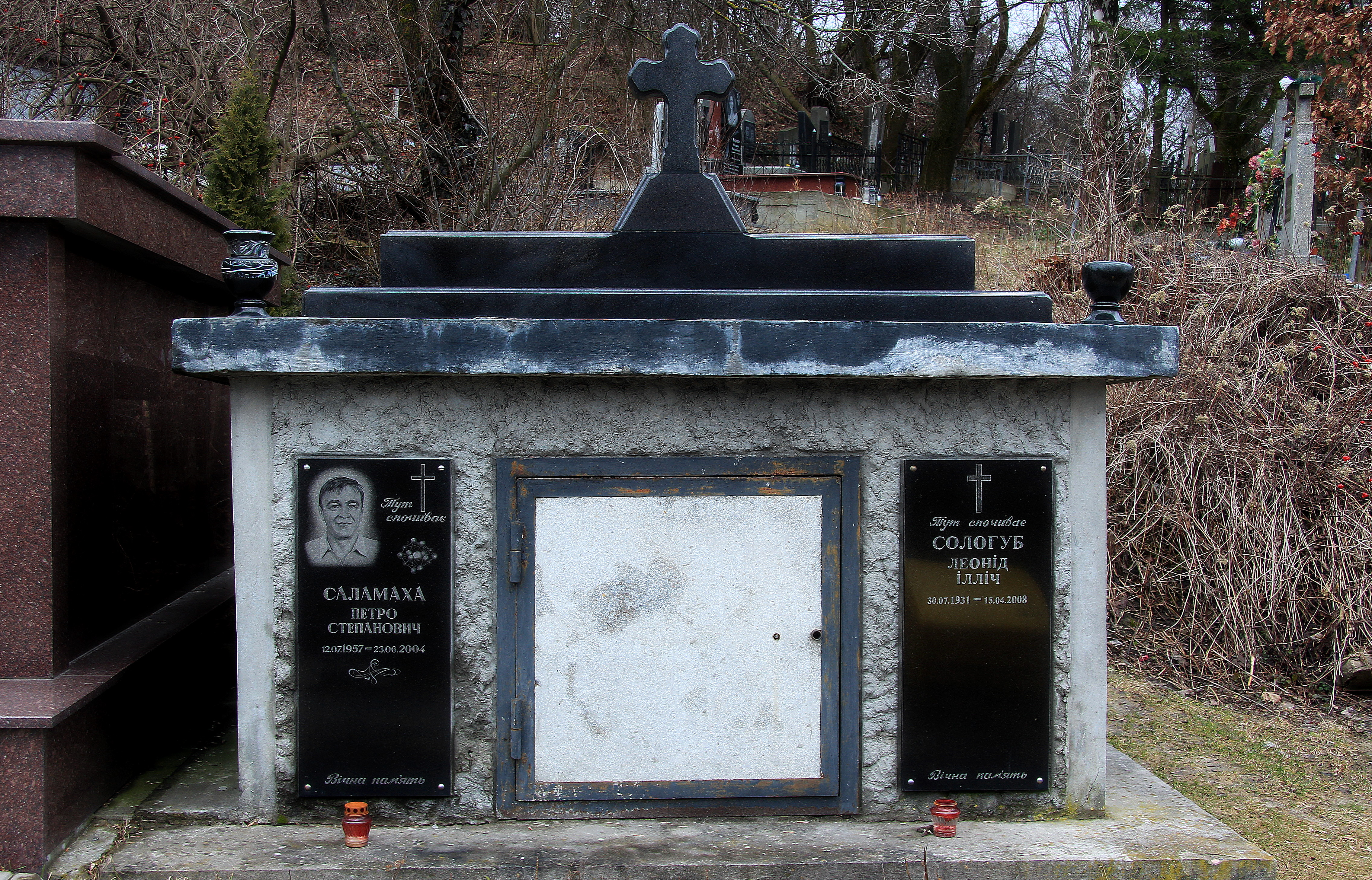

Сологуб Леонід Ілліч (30 липня 1931, Белз, Львівська обл., Україна — 15 квітня 2008, Львів, Україна) — український  біохімік , доктор біологічних наук, професор.

## Біографія
Народився 30 липня 1931 р. в Белзі Сокальського району Львівської області. Там же здобув початкову освіту, відтак продовжив навчання в 1-3 класах Сокальської гімназії. У 1946 році разом із родиною переселений до Брюхович під Львовом. Середню школу закінчив у Рясному-Руському (1948) і вступив до Львівського зооветеринарного інституту, який закінчив У 1953-му.
З березня 1962 року по квітень 1965 р. навчався в аспірантурі при Українському науково-дослідному інституті фізіології і біохімії с.-г. тварин. У травні 1965 р. захистив дисертацію «Показники вуглеводно-фосфорного обміну у великої рогатої худоби у зв'язку з онтогенезом» на ступінь кандидата біологічних наук.
З квітня 1965 року по серпень 1969 року працював старшим науковим співробітником лабораторії вікової фізіології і біохімії Українського науково-дослідного інституту фізіології й біохімії сільськогосподарських тварин.
З 1969 по 1997 рр. працював провідним науковим співробітником у Львівському відділенні Інституту біохімії ім. О. В. Палладіна АН УРСР та в Інституті біології клітини НАН України.
У 1973 році на вченій раді біологічного факультету Львівського державного університету ім. І. Франка Сологуб Л. І. захистив дисертацію «Обмін вуглеводів у великої рогатої худоби й свиней в онтогенезі» на здобуття наукового ступеня доктора біологічних наук. У 1994 році йому надано вчене звання професора.
У 1997 році професор Сологуб Л. І. перейшов на роботу до Інституту землеробства і біології тварин УААН (нині Інститут біології тварин НААН України) на посаду завідувача лабораторії обміну речовин, де активно працював до своєї смерті.
15 квітня 2008 р. професор Сологуб Л. І. раптово помер. Похований у місті Львові на 70 полі Янівського цвинтаря.

## Наукова діяльність
Професор Сологуб зробив значний внесок у вивчення онтогенетичних особливостей вуглеводного і мінерального обмінів у великої рогатої худоби і дезінтоксикаційних процесів у рубці жуйних тварин.
Багато уваги він надавав дослідженням протеолізу в клітинах тварин і людини та впливу на ці процеси поліпептидних факторів росту і гормонів, вивченню процесів трансдукції до внутрішньоклітинних ефекторів сигналів, які виникають за умов зв'язування поліпептидних факторів росту зі специфічними рецепторами на поверхні клітин. Його наукові зацікавлення стосувалися також з'ясування ролі протеїназ в регуляції проліферації і диференціації клітин як у дорослих, так і молодих тварин, а також на ранніх стадіях ембріогенезу.
Важливі наукові результати професором Сологубом Л. І. одержано в період вивчення мінерального обміну у тварин і мікроорганізмів рубця. Вперше в Україні ним розпочато дослідження метаногенезу у рубці жуйних тварин та емісії метану жуйними в атмосферу планети.
Як професор кафедри біохімії Львівського національного університету Л. І. Сологуб протягом багатьох років читав студентам біологічного факультету лекції з різних ділянок біохімії, керував науковою роботою та виконанням дипломних робіт випускників факультету.
Результати досліджень проф. Сологуба Л. І. опубліковано в понад 250 наукових статтях у вітчизняних та зарубіжних виданнях і 5-х монографіях. Під його керівництвом підготовлено і захищено 10 кандидатських дисертацій. Наукові праці професора Сологуба Л. І. широко відомі у нашій країні і за кордоном. Їх творчо розвивають його учні, які працюють в Інституті біології тварин НААН України та в інших наукових установах України.
Проф. Сологуб Л. І. був постійним членом редакційної колегії наукових журналів «Біологія тварин», «Тваринництво України» та «Агробіологія та екологія». Наукові надбання і громадська діяльність Л. І. Сологуба принесли йому заслужений авторитет і визнання.